# Lutz Schülbe
Lutz Schülbe (nascut el 9 de novembre de 1961) és un exfutbolista alemany.